# Бей-Минетт (Алабама)
Бей-Мине́тт (англ. Bay Minette) — город, административный центр округа Болдуин, штат Алабама. Население по переписи 2020 года — 8107 человек.

## География
Находится в 227 км (по автодорогам) к юго-западу от административного центра штата, города Монтгомери. По данным Бюро переписи США, общая площадь города равняется 44,91 км², из которых 44,71 км² составляет суша и 0,2 км² — водные объекты (0,45 %). Город пересекает автомагистраль , соединяющая западные и северо-восточные части округа. К юго-востоку от города берёт начало река Стикс.

## История
Первое поселение на территории нынешнего города было образовано в 1861 году, когда железная дорога Луисвилл—Нашвилл достигла данного региона. Местность была окружена лесами и имела выгодное географическое положение, располагаясь недалеко от дельты реки Тенсоу и Мексиканского залива. В 1901 году Бей-Минетт стал административным центром округа. Власти Дафни сопротивлялись потере своего статуса и отказывались передать соответствующие полномочия. Чтобы перенести архивы округа в Бей-Минетт, городские власти разработали план, как выманить шерифа и его заместителя из Дафни, прибегнув к ложной истории об убийстве. Пока сотрудники правоохранительных органов преследовали вымышленного убийцу, группа людей тайком проехала 30 миль до Дафни, выкрала протоколы суда и доставила их в новое здание суда в Бей-Минетт.

## Население
| Год переписи                    | Нас. |  | %±     |
| ------------------------------- | ---- |  | ------ |
| 1910                            | 749  |  | —      |
| 1920                            | 1092 |  | 45,8%  |
| 1930                            | 1545 |  | 41,5%  |
| 1940                            | 1763 |  | 14,1%  |
| 1950                            | 3732 |  | 111,7% |
| 1960                            | 5197 |  | 39,3%  |
| 1970                            | 6727 |  | 29,4%  |
| 1980                            | 7455 |  | 10,8%  |
| 1990                            | 7168 |  | −3,8%  |
| 2000                            | 7820 |  | 9,1%   |
| 2010                            | 8044 |  | 2,9%   |
| 2020                            | 8107 |  | 0,8%   |
| 1910–2020 U.S. Decennial Census |      |  |        |

По переписи населения 2020 года, в городе проживало 8107 жителей. Плотность населения — 181,32 чел. на один квадратный километр. Расовый состав населения: белые — 56,14 %, чёрные или афроамериканцы — 35,3 %, испаноязычные или латиноамериканцы — 2,27 % и представители других рас — 6,29 %.

## Экономика
По данным переписи 2020 года, средний годичный доход домохозяйства составляет 39 588 долларов, что на 35,9 % ниже среднего уровня по округу и на 23,92 % ниже среднего по штату. Доля населения, находящегося за чертой бедности, — 16,2 %.

## Образование
Школы города являются частью системы образования округа Болдуин. В городе находятся три начальные школы (K—3), одна средняя школа (4—5), одна средняя школа (6—8) и одна средняя школа (9—12). В городе расположен кампус Coastal Alabama Community College.

## Культура и достопримечательности
Некоторые сцены из фильма «Близкие контакты третьей степени» были сняты недалеко от городских депо железной дороги Луисвилл—Нашвилл; действия фильма «Пятница, 13-е — Часть 7: Новая кровь» происходят в сельской местности округа Болдуин недалеко от Бей-Минетта.
В городе находится ряд памятников Гражданской войны и других исторических памятников ранней Америки, в том числе довоенные дома и кладбища. Первая баптистская церковь, дом Килкриса и Форт-Луи-де-Ла-Луизиана внесены в Национальный реестр исторических мест.